# Wojna erytrejsko-etiopska
Wojna erytrejsko-etiopska trwała w latach 1998–2000 i toczyła się między krajami, które należą do najbiedniejszych w Rogu Afryki. Na zmagania militarne państwa te wydały setki milionów dolarów. Działania wojenne kosztowały życie kilkudziesięciu tysięcy ludzi. Wynikiem wojny były jedynie drobne zmiany graniczne.
Zgodnie z orzeczeniem międzynarodowej komisji w Hadze za wybuch wojny odpowiedzialna była Erytrea, która złamała prawo międzynarodowe, dokonując inwazji na Etiopię.
Pod koniec wojny wojska etiopskie kontrolowały wszystkie sporne graniczne tereny. Po zakończeniu konfliktu Komisja Graniczna ONZ ustaliła, że sporne miasto Badme należy do Erytrei. Etiopia kontroluje jednak to miasto do dzisiaj.

## Geneza
W latach 1961–1991 Erytrea, będąca częścią Etiopii, walczyła o niepodległość, którą ostatecznie proklamowała w 1993. Po uzyskaniu niepodległości stosunki dwustronne między Etiopią i Erytreą były bardzo napięte. Sąsiedzi nie prowadzili ze sobą handlu, wzajemne roszczenia terytorialne obejmowały miasta Badme, Tsorona-Zalambessa i Bure.

## Wojna
6 maja 1998 wojska erytrejskie dokonały agresji na miasto Badme. Doszło wówczas do wymiany ognia z milicją regionu Tigraj i policją.
12 maja wojsko erytrejskie, składające się z co najmniej dwóch brygad regularnej armii wspieranych przez czołgi i artylerię, zaatakowało powtórnie Badme i kilka innych obszarów przygranicznych − woredę Tahty Adiabo, jak również woredę Laelay Adiabo.
13 maja Etiopia zmobilizowała siły przeciwko Erytrei. Walki szybko się nasiliły. W strefie wojny działała ciężka artyleria oraz czołgi. 5 czerwca Etiopczycy rozpoczęli ataki lotnicze na lotnisko w Asmarze. Erytrejczycy w odwecie zaatakowali miasto Mekele w Etiopii. Walki spowodowały znaczne straty wśród cywili. Rada Bezpieczeństwa ONZ przyjęła rezolucję nr 1177 potępiającą użycie siły i nakazała zakończenie ataków powietrznych.
Oba kraje wydały miliony dolarów na nowy sprzęt wojskowy. Stało się tak pomimo wysiłków mediacyjnych na rzecz pokoju Organizacji Jedności Afrykańskiej (OJA) oraz amerykańsko-rwandyjskiego planu pokojowego. Plan ten opracowany w połowie czerwca 1998 wzywał strony konfliktu do opuszczenia strefy walk i zdemilitaryzowania wszystkich spornych terenów wzdłuż wspólnej granicy, która miała być nadzorowana przez neutralną międzynarodową organizację.
W dniu 22 lutego 1999 Erytrea odmówiła przyjęcia planu pokojowego. Wojska etiopskie rozpoczęły wówczas operację "Zachód Słońca" przez zajęcie w wyniku walk miasta Badme. Operację tę przygotowywano od momentu, kiedy Erytrea złamała moratorium na naloty poprzez zbombardowanie Adigrat, do którego doszło 6 lutego.
Po pierwszych pięciu dniach ciężkich walk o Badme, w czasie których wojska etiopskie przełamały linię obrony i okopy Erytrei i przedostały się 10 km w głąb terytorium wroga, Erytrea zaakceptowała plan OJA (27 lutego). Etiopia także zgłosiła chęć zaaprobowania planu, jednak nie wstrzymała ofensywy, tłumacząc, iż czeka na rokowania w sprawie wycofania wojsk erytrejskich, które okupowały tereny etiopskie na pierwszym froncie.
16 maja, po kilkutygodniowym zastoju na froncie, doszło do etiopskiego ataku na będące przedmiotem sporów terytorialnych miasto Tsorona. Erytrejczycy odparli atak i ogłosili, że w ciężkiej potyczce zniszczyli 45 etiopskich czołgów, choć nie byli w stanie tego udowodnić. Rząd etiopski potraktował to jako oszczerstwa. BBC podało, że zginęło nie więcej niż 300 Etiopczyków, a zniszczeniu uległo ponad 20 etiopskich czołgów. W czerwcu 1999 walki nadal stały na przeszkodzie negocjacjom pokojowym. Wówczas 1/4 armii erytrejskiej stanowiły kobiety.
W maju 2000 obie strony wysuwały pod adresem przeciwnika oskarżenia o stawianie trudnych do zaakceptowania warunków ewentualnego pokoju. 12 maja 2000 Etiopia rozpoczęła nową ofensywę na odcinku między Shambuko i Mendefera w Erytrei. Wojska przekroczyły rzekę Mareb i zablokowały drogę między Barentu i Mendefera, która stanowiła główny szlak zaopatrzeniowy dla wojsk Erytrei. Ze względu na toczące się walki Rada Bezpieczeństwa ONZ przyjęła kolejną rezolucję nr 1298, nakładającą embargo na dostawy broni do obu krajów.
23 maja etiopskie władze ogłosiły, że "wojska zajęły kluczowe stanowiska dowodzenia na bronionym obszarze Zalambessa, około 100 km na południe od stolicy Erytrei, Asmary". Erytrejczycy ogłosili, że wycofali się ze spornego odcinka granicy na wysokości miasta Zalambessa w "geście dobrej woli w celu wznowienia rozmów pokojowych", natomiast Etiopia odpowiedziała, że był to "odwrót taktyczny".
25 maja Erytrea zgodziła się na plan pokojowy OJA. Wojska etiopskie kontrolowały wówczas ok. 1/4 terytorium Erytrei − zmusiły 650 tys. cywilów do opuszczenia miejsc zamieszkania i niszczyły erytrejską infrastrukturę. Etiopia natychmiast ogłosiła zwycięstwo w wojnie.

## Porozumienie pokojowe
18 czerwca 2000 obie strony w czasie spotkania w Algierze zgodziły się zawrzeć porozumienie pokojowe kończące konflikt zbrojny. Do podpisania Porozumienia Algierskiego doszło 13 grudnia 2000. Państwa zobowiązały się w nim do stałego zakończenia wrogości oraz wyrzeczenia się użycia siły lub groźby jej użycia we wzajemnych stosunkach. Ponadto zobowiązały się do uwolnienia i repatriacji wszystkich więźniów wojennych oraz do uwolnienia i repatriacji do ostatniego miejsca zamieszkania wszystkich innych osób zatrzymanych w wyniku konfliktu zbrojnego. Porozumienie przewidywało wszczęcie niezależnego międzynarodowego dochodzenia w sprawie przyczyn wybuchu konfliktu. Zakładało powołanie dwóch komisji: Komisji Granicznej w celu delimitacji i demarkacji granicy państwowej (której werdykt miał być ostatecznie wiążący dla obu stron) oraz Komisji ds. Roszczeń w celu ustalenia wysokości wzajemnych roszczeń za straty i zniszczenia wojenne. 
Dodatkowo, na mocy rezolucji ONZ nr 1312 z 31 lipca 2000, na pograniczu dwóch państw ustanowiona została misja pokojowa Organizacji Narodów Zjednoczonych w celu kontrolowania spornego 25-kilometrowego pasa granicznego. 
W kwietniu 2002 Komisja Graniczna ogłosiła swój werdykt w sprawie wyznaczenia granicy. Dokonała korekty jej przebiegu; przyznała przy tym główny obiekt sporu, miasto Badme Erytrei. Etiopia nie zgodziła się z werdyktem. W kwietniu 2003 Komisja Graniczna raz jeszcze potwierdziła swoje orzeczenie. Miasto pozostaje jednak w dalszym ciągu pod kontrolą Etiopii.

## Następstwa i sytuacja po wojnie
Erytrea twierdzi, że w wojnie straciła 19 tys. żołnierzy, jednak inne źródła podają znacznie wyższe liczby, nawet 150 tys. Także straty po stronie etiopskiej nie są znane − wahają się od 34 tys. do 123 tys. W obu krajach walki doprowadziły do masowych wysiedleń ludności cywilnej. W wyniku działań wojsk etiopskich do przesiedlenia zostało zmuszonych 75 tys. Erytrejczyków.
Ponieważ podczas konfliktu walki pomiędzy stronami często toczyły się w okopach, czasami porównuje się go do I wojny światowej.
Według Human Rights Watch obie strony dopuszczały się łamania praw człowieka. Żołnierze stosowali tortury i gwałty.
Słabe gospodarki obu państw popadły w ruinę. Ogromne wydatki na nową broń, a także niedobór żywności były negatywnym skutkiem wojny dla sytuacji gospodarczej w obu krajach. Ponadto w czasie trwania walk w regionie panowała susza, która jeszcze pogorszyła los cywilów. Równolegle Etiopia zmagała się z rebelią w Ogadenie.
Napięcie między krajami i roszczenia graniczne nie wygasły, lecz trwają do dzisiaj, o czym świadczy fakt, że 1 stycznia 2010 doszło do potyczki między krajami na granicy w Tsorona-Zalambessa.
W styczniu 2012 w pobliżu granicy państwowej zabito pięciu europejskich turystów oraz porwano dwóch Niemców, uwolnionych ostatecznie na początku marca 2012. 15 marca 2012 etiopskie wojska lądowe ostrzelały posterunki wojskowe Erytrei, gdyż według władz w Addis Abebie za porwaniem stali etiopscy rebelianci przeszkoleni przez Erytrejczyków.